# Rhön-Rossitten Gesellschaft
La Rhön-Rossitten Gesellschaft (RRG, ou société Rhön-Rossitten) est une organisation de vol à voile allemande, la première au monde à être officiellement reconnue. Elle est responsable de l'établissement du vol à voile en tant que sport, non seulement en Allemagne mais dans le monde entier.

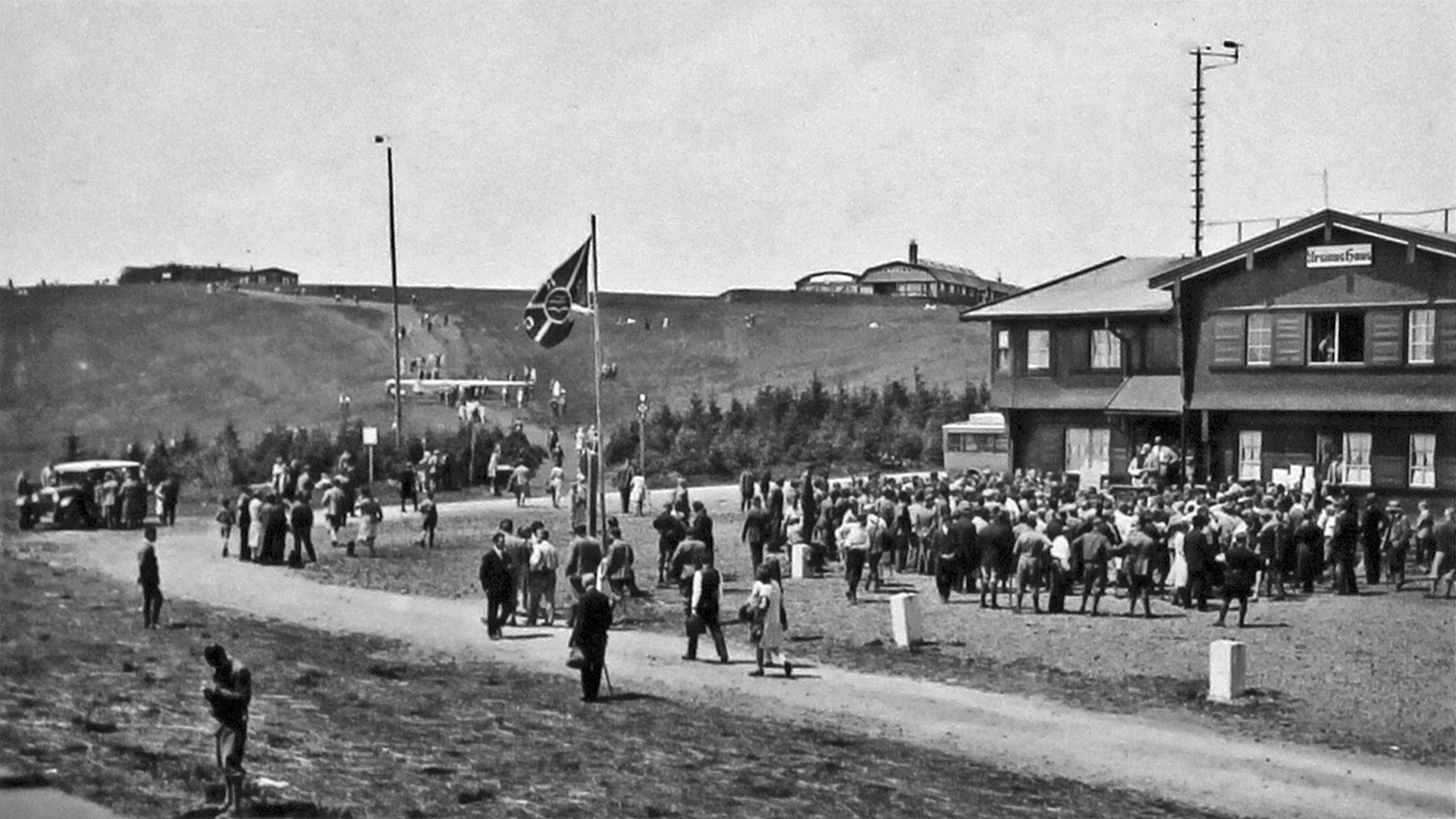
La Ursinus Haus de la Rhön-Rossitten-Gesellschaft sur la Wasserkuppe à la fin des années 1920

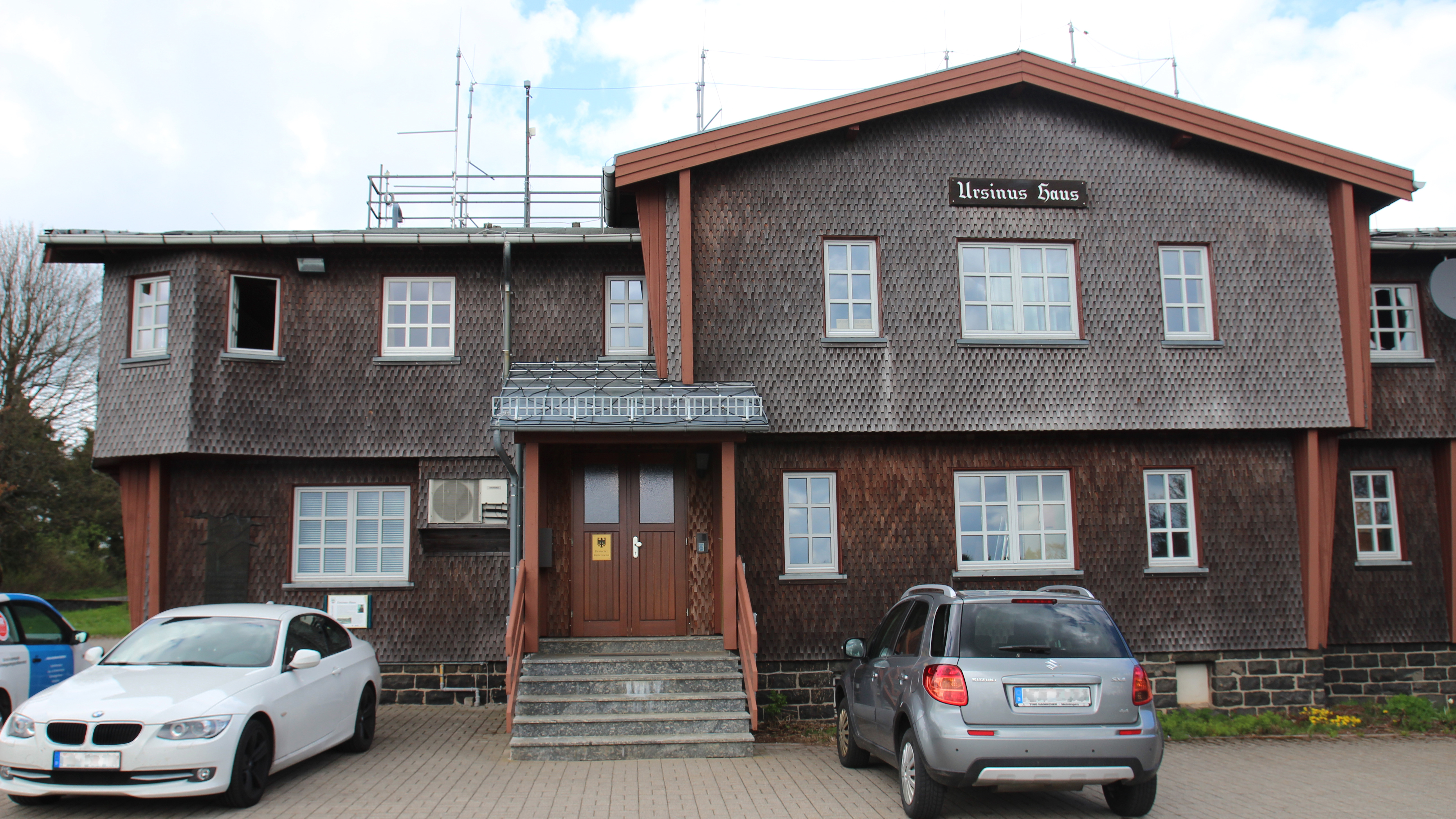
La Ursinus Haus sur la Wasserkuppe en mai 2017

Elle est fondée le 1er août 1924 à l'instigation de Oskar Ursinus (de) et de Karl Kotzenberg (de) dans le but de promouvoir le vol à voile et de rapprocher la recherche et le développement aéronautique. Le RRG organise les compétitions de vol à voile de la Rhön de 1925 à 1931.
Son nom, Rhön-Rossitten, fait référence aux deux principaux centres de vol à voile à cette époque : la Wasserkuppe, dans la Rhön, première école de planeur au monde créée par Artur Martens, où a eu lieu une compétition annuelle de vol à voile de 1920 à 1939, et Rossitten (de), une autre école en Prusse-Orientale, où Ferdinand Schulz a établi un record de durée au-dessus des dunes de l'isthme de Courlande en 1924.

## Histoire
Le traité de Versailles interdisant toute forme de vol motorisé en Allemagne, de nombreux jeunes pilotes et concepteurs d'avions se sont tournés vers le vol à voile en tant que sport. Sous Oskar Ursinus (en) et Theodore von Kármán, des amateurs et des groupes d'études universitaires sérieux ont commencé à construire des planeurs. Le premier concours a eu lieu en 1920 sur la montagne de la Wasserkuppe dans la région de Rhön en Hesse. Alors que de nombreux modèles entrants n'étaient rien de plus que des cerfs-volants et que de nombreux «vols» n'étaient que des trébuchements se terminant par un crash, Kármán et son équipe du RWTH Aachen avec leur planeur Schwarzer Teufel (Diable noir) ont été les pionniers de la méthode de lancement au sandow et de  vols réguliers de plus d'une minute suivis d'un atterrissage sans crash. L'événement a ensuite été répété chaque année avec une amélioration constante des planeurs et des résultats.
Simultanément, un autre groupe de planeurs s'est formé dans les dunes de sable de Rossitten (de) sur l'isthme de Courlande en Prusse orientale. Bien qu' éloignés les uns des autres, les passionnés de la Wasserkuppe et de Rossitten se rencontraient fréquemment et comparaient idées, conceptions et techniques. Une grande organisation a été suggérée pour coordonner les activités aux dunes de Rhön et de Rossitten et tous les autres clubs de vol à voile qui pourraient être fondés. En 1924, « Rhönvater » (père de Rhön) Oskar Ursinus a convaincu le secrétaire aux transports aériens du ministère des Transports de l'époque, le Dr Brandebourg, de fonder une organisation nationale de vol à voile, la Rhön-Rossitten Gesellschaft.
Dès le début, la nouvelle société a tout fait pour offrir un service complet aux passionnés de vol à voile : elle a organisé chaque année des compétitions de vol à voile ; elle gérait des écoles de pilotage à Rossitten et à la Wasserkuppe ; elle avait ses propres ateliers pour la construction de planeurs et sa propre équipe de recherche pour développer de nouveaux planeurs et meilleurs. Il y avait aussi un groupe de travail météorologique qui a étudié les thermiques et le vol de pente.
En 1925, Ursinus franchit une nouvelle étape en nommant Alexander Lippisch à la tête de la branche technique du RRG. Lippisch a fait progresser le travail de RRG en concevant et en construisant des planeurs toujours plus sophistiqués. Toujours en 1925, l'interdiction des avions motorisés est partiellement levée et bientôt le RRG commence à expérimenter des planeurs à moteur. En plus de la méthode «traditionnelle» de lancement de planeurs au sandow, le RRG développe le lancement au treuil et le remorquage par avion pour faire décoller les planeurs.
Le département de recherche du RRG a été créé à Darmstadt en 1925 sous Walter Georgii (en), qui, au-delà du domaine de la météorologie, a mené d'autres recherches fondamentales précieuses pour l'ingénierie aéronautique.

## 1933
En 1933, avec l'arrivée des nazis au pouvoir, le RRG en tant que société indépendante ne pouvait plus exister dans une Allemagne nazie uniforme. Dans le cadre de la mise au pas (Gleichschaltung), le RRG est démantelé et intégrée à l'Association allemande des sports aériens (DLV) ; celui-ci est ensuite devenu le Nationalsozialistisches Fliegerkorps (NSFK) en 1937 ; l'aéroclub est en partie absorbé par les Jeunesses hitlériennes. L'institut de recherche du RRG est rebaptisé en 1933, Deutsche Forschungsanstalt für Segelflug (DFS), Institut allemand de recherche sur le vol à voile en 1937 et est développé sous Georgii pour devenir l'un des principaux instituts de recherche aéronautique allemands. Dans la nouvelle société, Lippisch esté autorisé à conserver son poste de designer en chef.
Sous sa direction, le DFS a continué à produire une série de planeurs à succès. Jusqu'à la Seconde Guerre mondiale, RRG et DFS sont des forces majeures dans la conception aéronautique allemande.
Theodore von Kármán a vu l'interdiction du vol à moteur par le traité de Versailles comme une erreur :
J'ai toujours pensé que les alliés étaient myopes lorsqu'ils ont interdit le vol à moteur en Allemagne. Ils ont stimulé le développement même qu'ils voulaient arrêter : la croissance de l'aviation allemande. Les expériences avec des planeurs dans le sport ont aiguisé la pensée allemande en aérodynamique, en conception structurelle et en météorologie. En aérodynamique, par exemple, ils ont détourné l'attention des agencements biplans et triplans des avions de la Première Guerre mondiale et ont montré comment une aile unique à grand allongement améliore le rendement.
Bien qu'il ait quitté l'Allemagne bien avant d'écrire, Kármán se souvient de certaines avancées qui y ont été faites :
Dans la conception structurelle, les planeurs nous ont montré en Allemagne comment répartir le poids dans une structure légère, et ont révélé de nouveaux faits sur les vibrations... nous avons découvert les dangers des turbulences cachées dans l'air, et en général ils ont ouvert l'étude des influences météorologiques sur l'aviation:103.

## Le RRG-Zögling
Fritz Stamer et Alexander Lippisch ont tous deux ont développé l'entraîneur RRG-Zögling , qui a non seulement été copié par des groupes d'aviation allemands , mais aussi dans le monde entier sous licence, par exemple par le club de vol à voile «Albatros» (de) . Le planeur d'entrainement coûtait moins de 1.000 Reichsmark, y compris le moteur (équivalent à environ soit 4.200 EUR) et était donc également appelé avion populaire à l'époque. Le 1er juin 1928, Stamer maîtrisa le premier vol d'un planeur propulsé par fusée, le Lippisch RRG-Ente.